# René Widmer
René Widmer, né le 26 octobre 1879 à Honfleur et mort le 2 novembre 1955 à Paris, est un athlète français, spécialiste du 400 m.

## Biographie
Paul Philippe René Widmer est le fils de Jean Édouard Widmer (1846-1914), ingénieur des ponts et chaussées et Juliette Isabelle Desmarest (1850-1916).
En 1897, il devient Champion de France en remportant l'épreuve du 400m. L'année suivante, il réitère la performance en établissant un nouveau record de France, lequel tiendra 6 ans.
Étudiant à l'institut agronomique, il vit au domicile de ses parents, dans la Rue Marceline-Desbordes-Valmore. 
Il s'engage dans le service armé. Il est nommé sergent en 1901, puis part en Angleterre, à Birmingham.
Acheteur en commissions, il épouse en 1903, à Paris, Antoinette Louise Desmarest.
Il alterne ensuite ses séjours entre la Suisse (Lausanne, Zurich, Berne) et la France.
Viendront au monde plusieurs enfants, dont Guillaume Widmer (1906-1968).
Il devient par la suite le président de l'Association Athlétique du Lycée Janson-de-Sailly (course à pied, football, aviron, lawn-tennis, vélocipédie, escrime, natation), qui occupe principalement la pelouse de Madrid (Bois de Boulogne).
En 1914, il est engagé dans le conflit mondial. Il est sous lieutenant, puis promu lieutenant en 1916, capitaine en 1918 au 21e RI, et accède à l'état-major de la 22e division d'infanterie en décembre 1918. Cité à deux reprises, il est fait Chevalier de la Légion d'honneur le 28 décembre 1918.
En 1936, René et Antoinette Widmer héberge leur fils Jean (1908-1993).
Il tiendra le poste de directeur administratif d'une société industrielle.
Il est mort à son domicile de la rue Desbordes-Valmore en 1955, à l'âge de 76 ans.

### Palmarès
- Championnats de France d'athlétisme :
  - vainqueur du 400 m en 1897 et 1898

- Prix de France (200m)
  - 2e en 1897